# Свръхпродажба
Свръхпродажба или надпродажба (на английски: оverselling, overbooking) е продажбата на променлива стока или услуга в повече от действителния капацитет.
Надпродажбата е честа практика в транспорта и хотелиерството. В телекомуникациите понякога се използва терминът надабониране (oversubscribing).
Практиката възниква като международна бизнес стратегия, при която продаващите очакват, че някои купувачи няма да използват или консумират всички заявени ресурси или че ще отменят поръчката – и в този случай надпродажбата осигурява оптимална част от наличните ресурси да бъдат използвани, което ще доведе до максимална възвръщаемост на инвестицията.

## Интернет
Интернет доставчиците редовно продават повече ширина на френквентния обсег или връзка, отколкото всъщност имат. Например в САЩ един от най-успешните дайлъп провайдери Америка онлайн има изключително високо съотношение на абонамент към линия от 20:1. Когато ширината на обсега стане използвана прекомерно всички потребители на услугата получават по-лошо качество, като услугата е все така достъпна.

## Телефони
Същото важи за телефонните компании, които в действителност имат проблем да обслужват голям брой едновременни обаждания, което е налице само по време на празници като Нова Година или при бедствия, тогава не всички обаждания успяват, в такива случаи правителствените обаждания имат преимущество и биват обслужвани, независимо от претоварването на линиите.